# Mulseryds kyrka

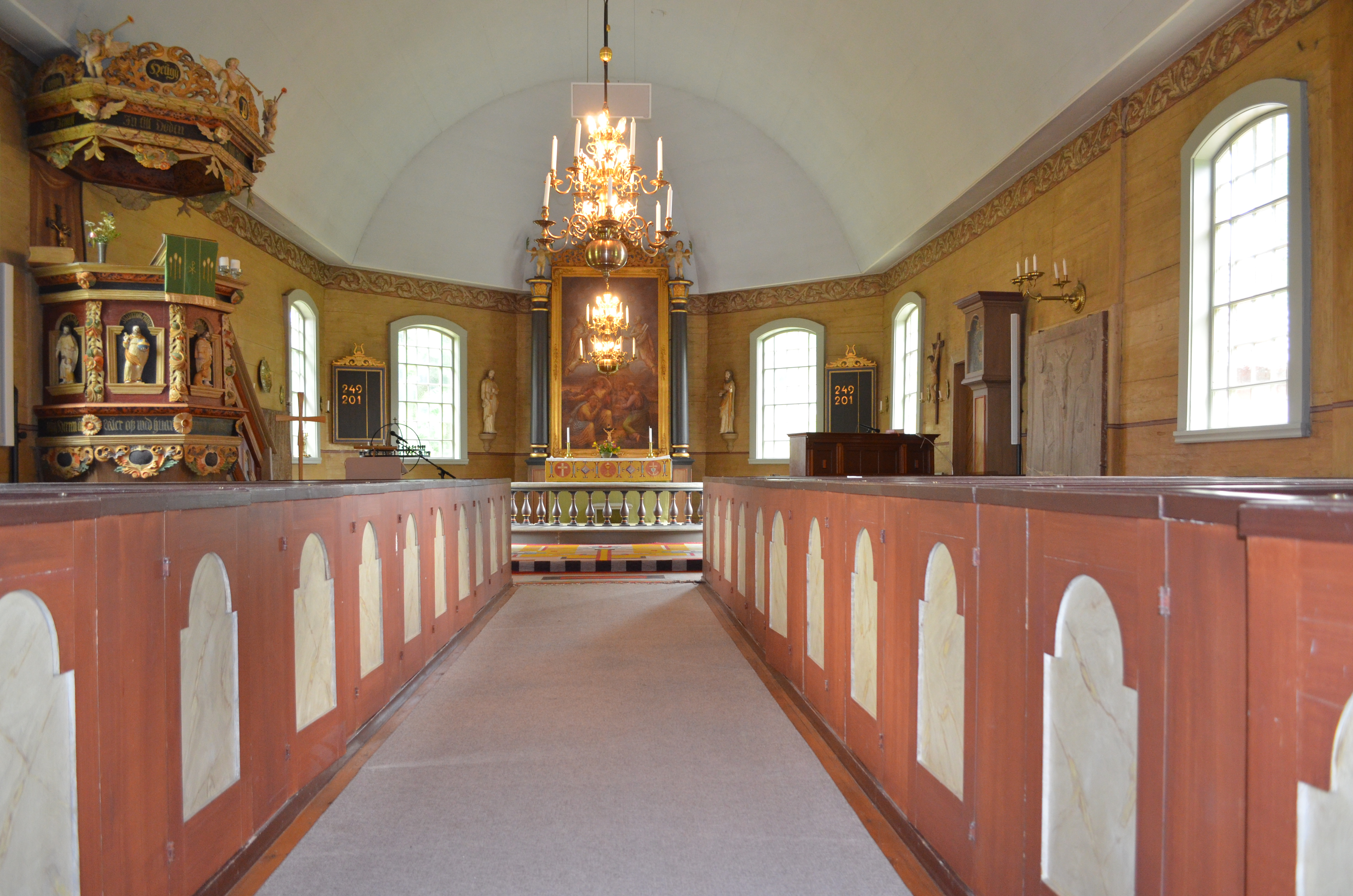
Mulseryd kyrkas kyrkosal

Mulseryds kyrka är en kyrkobyggnad som sedan 2002 tillhör Norra Mo församling (tidigare Mulseryds församling) i Skara stift. Den ligger i Mulseryd i Jönköpings kommun.

## Kyrkobyggnad
De äldsta bevarade delarna av Mulseryds kyrka är med säkerhet från medeltiden. Kyrkan är omnämnd i jordeboken 1540. Den gamla kyrkan revs år 1660.
Den nya spånklädda timmerkyrkan stod färdig 1660 och förlängdes mot öster med ett tresidigt kor 1793. Klockstapeln ombyggdes 1801 till torn och dess stödben finns fortfarande kvar. Väggar och tak är spånklädda och rödfärgade respektive tjärade. Vid en ombyggnad 1893 tillkom fönstren och tornspiran.  
Fragment finns av väggmålningar från 1600-talet. År 1739-43 anlitades Johan Kinnerus för att dekorera kyrkan. För detta syfte ombyggdes läktarbröstet och väggarnas springor tätades. Av detta måleri förefaller inget vara bevarat. Vid en restaureringen 1930 under ledning av Axel Forssén togs de nakna timmerväggarna fram och därmed spåren av de ursprungliga väggmålningarna och man satte in en traditionellt sluten bänkinredning.  

## Inventarier
- Rester finns av en altaruppsats från 1718, skulpterad av Jonas Ullberg (bildhuggare)Jonas Ullberg i Velinga.
- Altartavlan målades av Anders Gustaf Ljungström från Sandhem och föreställer Kristi förklaring.
- Dopfunten är av sandsten och känd åtminstone från 1600-talet. Funten saknar uttömningshål och är troligen från andra hälften av 1200-talet.
- Predikstolen i barock från år 1706 är utförd av Gustaf Kihlman från Borås.
- En kyrkohandbok från 1529 finns i kopia i sakristian (originalet finns i Kungliga Biblioteket i Stockholm).
- Från 1600-talet finns ett antependium av gyllenläder. En kuriositet är en ljuskrona i koret, skänkt av "hedervärda drängar och minderåriga gossar". En förteckning över givarna från år 1793 finns i sakristian.

### Orgel
Den ursprungliga orgeln var byggd 1887 av Svante Johansson. En stor mängd material från den har bevarats i kyrktornet. År 1972 installerades ett nytt mekaniskt verk bakom 1887 år fasad. Det är tillverkat av Ingvar Johansson, Västbo Orgelbyggeri och har tretton stämmor fördelade på två manualer och pedal.